# Toreno
Toreno és un municipi de la província de Lleó, a la comunitat autònoma de Castella i Lleó. Comprèn els nuclis de San Pedro Mallo, Matarrosa del Sil, Santa Leocadia, Librán, Tombrio de Arriba, Tombrio de Abajo, Pardamaza, Santa Marina del Sil, Valdelaloba, Pradilla i Villar de las Traviesas

## Demografia
| Font: Institut Nacional d'Estadistíca |

## Eleccions 2007
A les eleccions municipals del 27 de maig de 2007, el PP va obtenir 1.390 vots, el PSOE 1.091 i el MASS-UPL 208, aconseguint el PP 6 regidors i l'alcaldia del municipi i el PSOE 5 regidors.

## Personalitats de Toreno
- Miguel Martínez Fernández, alcalde de San Andrés del Rabanedo.
- Conrado Alonso Buitrón, ex-diputat i ex-senador socialista.
- José García Corral
- Manuel Orallo, ex-alcalde de Fabero
- José Manuel Buján Álvarez, Magistrat del Tribunal Superior de Justicia del Principat d'Astúries.
- Francisco González González, natural de Villaseca de Laciana. Catedràtic d'Història.